# NGC 2090
NGC 2090 је спирална галаксија у сазвежђу Голуб која се налази на NGC листи објеката дубоког неба.
Деклинација објекта је - 34° 15' 3" а ректасцензија 5h 47m 1,6s. Привидна величина (магнитуда) објекта NGC 2090 износи 11,3 а фотографска магнитуда 12,0. Налази се на удаљености од 12,465 милиона парсека од Сунца. NGC 2090 је још познат и под ознакама ESO 363-23, MCG -6-13-9, AM 0545-341, IRAS 05452-3416, PGC 17819.